# Conférence de Lima de 2014 sur les changements climatiques
 (décembre 2014).
Si vous disposez d'ouvrages ou d'articles de référence ou si vous connaissez des sites web de qualité traitant du thème abordé ici, merci de compléter l'article en donnant les références utiles à sa vérifiabilité et en les liant à la section « Notes et références ».

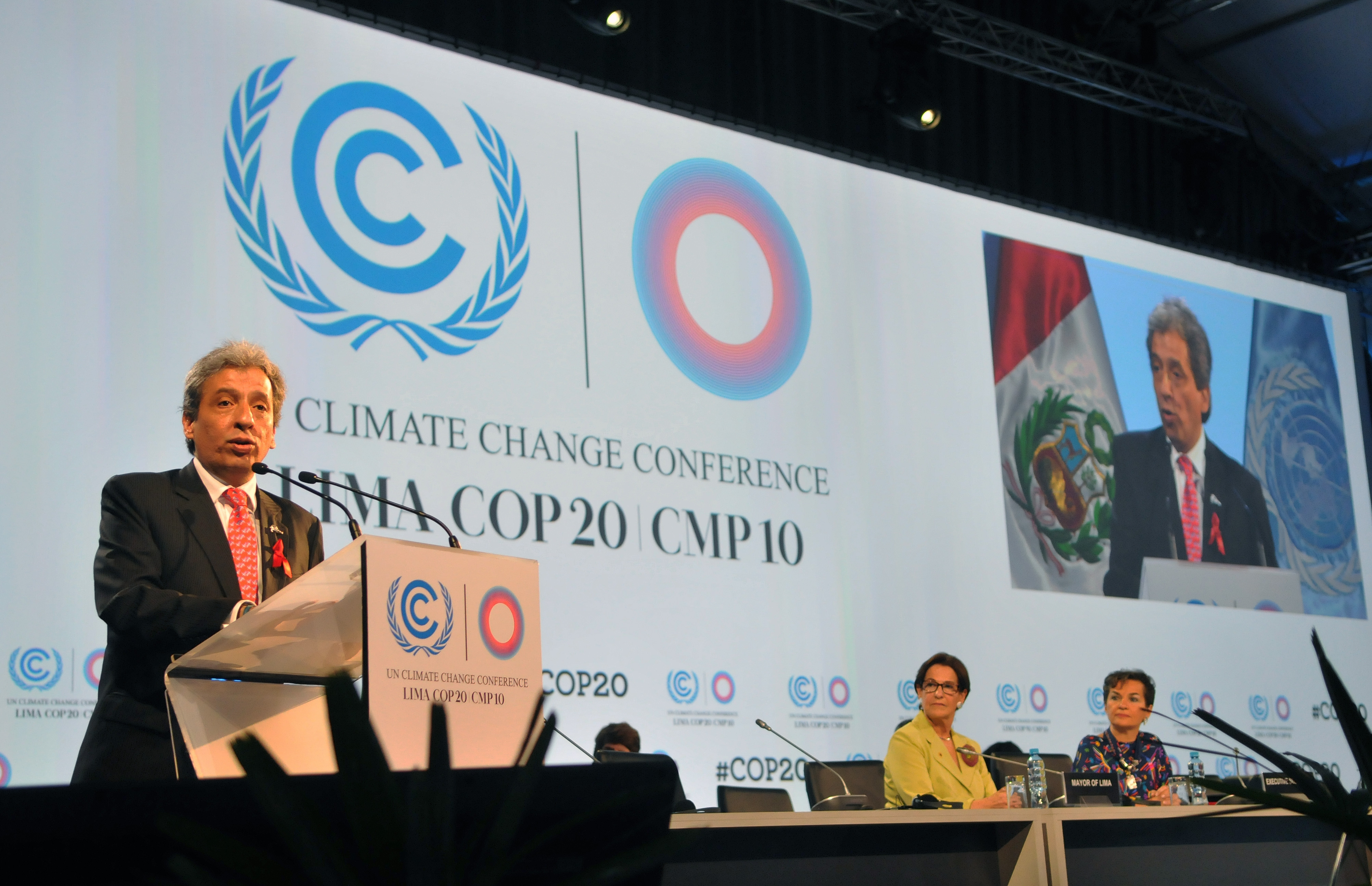
Ouverture de la COP 20 de Lima (2014).

La Conférence de Lima a eu lieu du 1er au 12 décembre 2014 à Lima au Pérou.
Elle est à la fois la 20e conférence des parties (en anglais : Conference of the parties, d'où le nom COP 20) à la Convention-cadre des Nations unies sur les changements climatiques (CCNUCC) et la 10e conférence des parties siégeant en tant que réunion des parties au protocole de Kyoto (CMP 10).
195 pays ont participé à cette conférence, présidée par le ministre péruvien de l'environnement de l'époque, Manuel Pulgar Vidal.

## Historique
La Conférence de Lima s'inscrit dans la continuité des sommets mondiaux organisés par l'Organisation des Nations unies à la suite de l'adoption du Protocole de Kyoto en 1997 qui ne couvrait que la période 2008-2012. La Conférence de Copenhague (COP-15) de 2009 était censée organiser l'Après-Kyoto. La conférence a été un échec et n'a abouti à aucun accord.
La Conférence de Durban sur les changements climatiques de 2011 avait ainsi pour objectif de reprendre les négociations à zéro afin de préparer le terrain pour les futures négociations. Lors de ce sommet est créée le Groupe de travail sur la Plateforme de Durban pour une action renforcée chargé de définir les grandes lignes de la COP-21 qui a eu lieu à Paris en 2015.
La conférence de Lima fait suite à la Conférence de Varsovie de 2013.

## Bilan

### Plans d'actions
Les plans d'action nationaux d'adaptation aux changements climatiques bénéficieront de plus de visibilité sur le site internet de l'Organisation des Nations-Unies pour le changement climatique. Le feu vert a été donné pour entamer les discussions avec le Fonds vert pour le climat afin de déterminer comment les pays peuvent être soutenus dans leurs actions au niveau national.
Le NAP Global Network a été créé par le président de la COP20 et réuni la Norvège, les États-Unis, l'Allemagne, les Philippines, le Togo, le Royaume-Uni, la Jamaïque et le Japon.
Le comité exécutif du mécanisme international de Varsovie sur les pertes et préjudices a été reconduit pour deux ans avec une représentation alternée entre pays développés et non développés.
Le gouvernement péruvien a lancé un nouveau portail Nazca Climate Action Portal destiné à renforcer la visibilité sur l'état des finances des plans d'actions parmi les villes, régions, entreprises et investisseurs.

### Financements
Les gouvernements norvégien, australien, belge, péruvien, colombien et autrichien se sont engagés à contribuer au financement du Fonds vert afin d'atteindre les 10 milliards de dollars.
L'Allemagne a fait une promesse de 55 millions d'euros. La Chine a annoncé le financement de 10 millions de dollars pour la coopération entre pays du sud et promis de doubler cette somme l'année prochaine.

### Ratification
Nauru et Tuvalu ont accepté de ratifier l'amendement de Doha portant à 21 le nombre d'États signataires.